# Phlebosotera setipalpis
Phlebosotera setipalpis är en tvåvingeart som beskrevs av Curtis W. Sabrosky 1943. Phlebosotera setipalpis ingår i släktet Phlebosotera och familjen smalvingeflugor. Inga underarter finns listade i Catalogue of Life.